# Bubba Wallace

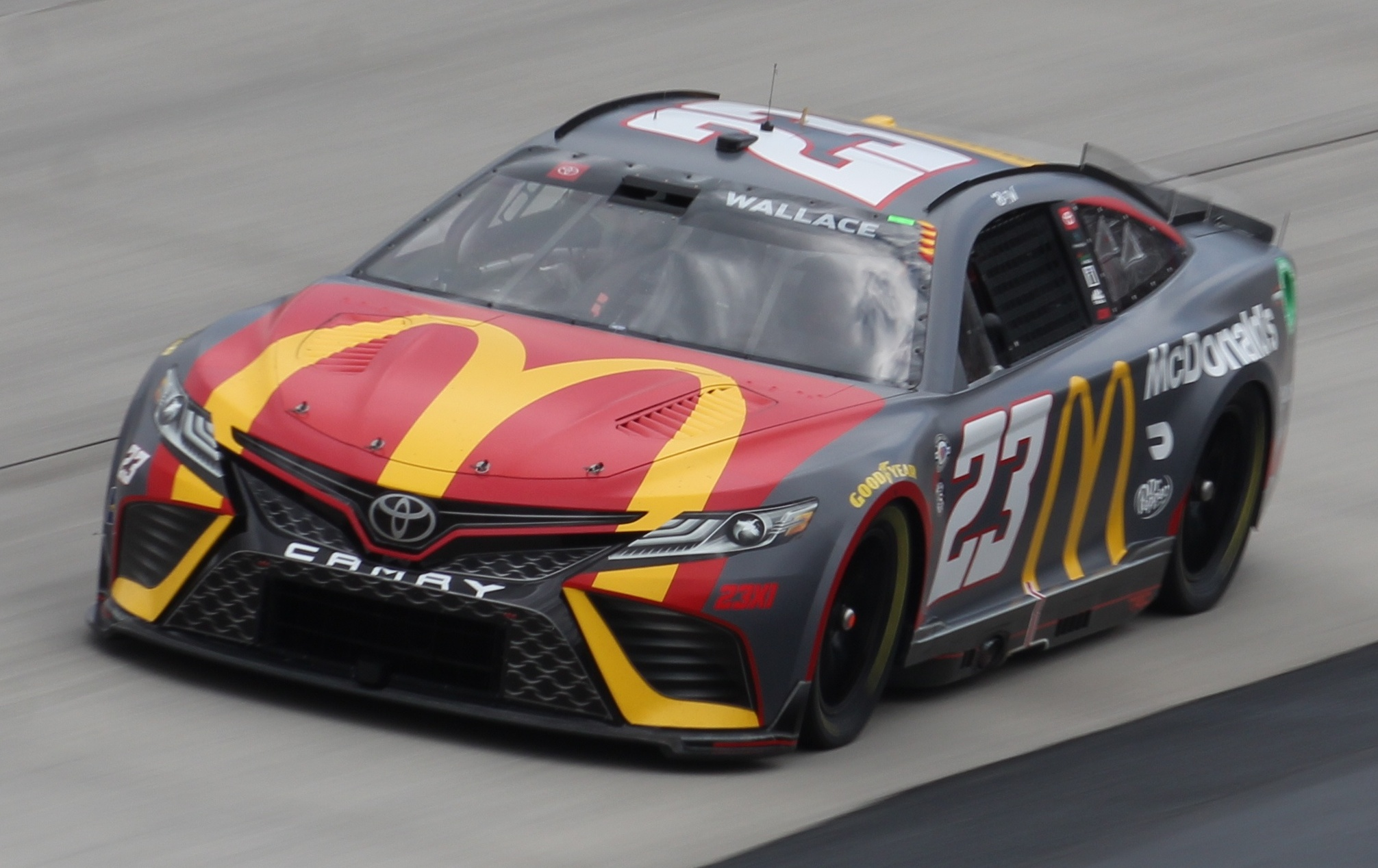
Toyota n.º 23 de Bubba Wallace en la temporada 2023.

William Darrell «Bubba» Wallace Jr. (Mobile, Alabama, 8 de octubre de 1993) es un piloto de automovilismo estadounidense. Compite a tiempo completo en la NASCAR Cup Series, conduciendo el Toyota Camry n.º23 del equipo 23XI Racing.

## Carrera deportiva
Wallace anteriormente fue piloto de desarrollo en el programa de desarrollo de pilotos de Toyota, donde condujo a tiempo parcial para Joe Gibbs Racing en la NASCAR Xfinity Series y a tiempo completo para Kyle Busch Motorsports en la NASCAR Truck Series en 2013 y 2014. Luego se trasladó a Ford y su programa de desarrollo de pilotos y compitió a tiempo completo para Roush Fenway Racing en la Xfinity. Después de competir en carreras selectas de la Copa para Richard Petty Motorsports en su famoso n.º 43 como reemplazo por lesión de Aric Almirola, Wallace se convirtió en piloto de tiempo completo para RPM en el mismo automóvil cuando Almirola dejó el equipo, que fue su primera temporada completa en el serie principal. En 2021 fue elegido para conducir el único automóvil del nuevo equipo 23XI Racing fundado por Michael Jordan y Denny Hamlin.
Wallace ha sido el único piloto afroamericano de tiempo completo en las tres series nacionales de NASCAR (Cup, Xfinity y Truck) cada año que ha competido en ellas. Es el único piloto afroamericano que ha ganado más de una vez en cualquiera de estas series, lo que lo ha convertido en uno de los pilotos afroamericanos más exitosos en la historia de NASCAR. Además, en junio de 2020, Wallace se hizo conocido por su activismo por la justicia racial en respuesta al asesinato de George Floyd y las posteriores protestas de Black Lives Matter, que llevaron a NASCAR a fortalecer sus acciones y esfuerzos en esta área, destacada por la prohibición de la visualización de la bandera confederada en sus pistas.
El 4 de octubre de 2021, Wallace ganó por primera vez en la NASCAR Cup Series en Talladega después de que la carrera se acortara debido a la lluvia. Wallace es el primer piloto afroamericano en ganar una carrera de la Copa desde Wendell Scott en 1963. En septiembre del año siguiente, logró su segunda victoria en Kansas.
En 2022, Bubba Wallace logró su segunda victoria en la NASCAR Cup Series al ganar en Kansas, liderando las últimas 67 vueltas. Su temporada estuvo marcada por el choque intencional contra Kyle Larson en Las Vegas, que le valió una suspensión de una carrera.
En 2023, Wallace alcanzó los playoffs por primera vez aunque no consiguió victorias y fue eliminado en la Ronda de 12. Al año siguiente no logró ingresar a los playoffs, y recibió dos sanciones económicas y de quita de puntos por chocar intencionalmente a Alex Bowman luego de finalizar la carrera en Chicago y por fingir un fallo mecánico en Martinsville, en un intento por ayudar a su compañero en Toyota Christopher Bell.